# Буренко Ігор Станіславович
І́гор Станісла́вович Буренко (1990—2024) — старший солдат збройних сил України, учасник російсько-української війни.

## Життєпис
Народився 24 травня 1990 року в селі Рожнівка Чернігівської області. Навчався в місцевій середній школі. Захоплювався футболом, грав на чемпіонаті Ічнянського району з футболу в складі команди «Темп».
Після закінчення школи вступив до Броварського вищого училища фізичної культури, пізніше навчався в Національному університеті державної фіскальної служби України.
Пройшов строкову військову службу у військовій частині А1479.
Під час повномасштабного російського вторгнення захищав Україну в лавах 82-ї окремої десантно-штурмової бригади.
Загинув 30 червня 2024 року поблизу Вовчанська на Харківщині.

## Нагороди
- Орден «За мужність» III ступеня (17 вересня 2024, посмертно) — за особисту мужність, виявлену у захисті державного суверенітету та територіальної цілісності України, самовіддане виконання військового обов'язку[1].
- Орден "За відвагу при пожежі" (15 листопада 2018) - За виявлені відвагу, мужність та героїзм, самовідданість та зразкове виконання службових обов'язків під час пожежі, що сталася 09 жовтня 2018 р. на шостому арсеналі в/ч А1479, за проявлення чіткої, непохитної громадянської позиції - "Захист життя громадян-насамперед" [2]